# Brauweiler Kreis für Landes- und Zeitgeschichte
Der Brauweiler Kreis für Landes- und Zeitgeschichte e.V. ist ein Verein mit Sitz in Düsseldorf. Er versteht sich als interdisziplinäres Austauschforum für Vertreterinnen und Vertreter von Hochschulen, Archiven, Museen und Forschungseinrichtungen sowie für alle, die sich wissenschaftlich mit „Landeszeitgeschichte“ (Walter Först) in Nordrhein-Westfalen befassen.
Der Kreis wurde Ende der 1970er Jahre von dem WDR-Rundfunkjournalisten Walter Först ins Leben gerufen. Seit 1978 traf sich der Brauweiler Kreis zunächst als informeller Kreis von Landes- und Zeithistorikern, Archivaren und Lehrern, die sich für eine Vernetzung der landes- und regionalhistorischen Aktivitäten zur Geschichte des 20. Jahrhunderts engagierten. Mit der Institutionalisierung als Verein 1984 wurde Först der erste Vorsitzende.
Der Verein hat es sich zur Aufgabe gemacht, den wissenschaftlichen Austausch und die Forschung zur Geschichte Nordrhein-Westfalens und seiner Nachbargebiete zu befördern. Der Arbeitsschwerpunkt liegt im 20. Jahrhundert. Die seit 1980 stattfindenden wissenschaftlichen Jahrestagungen des Brauweiler Kreises zu wechselnden Themen der Zeit- und Regionalgeschichte bieten ein Forum für die Diskussion von Themen historischer Forschung aus diesen Bereichen.
In den vergangenen Jahren hat der Brauweiler Kreis Fachtagungen zu folgenden Themen veranstaltet:
- Musealisierung von Krieg in der Region (2012)
- History sells. Stadt, Raum, Identität (Münster 2013)
- Geschlecht und Region (Gelsenkirchen 2014)
- Europa und Region – Nordrhein-Westfalen, Belgien und die Niederlande (Düsseldorf 2015)
- Rheinland, Westfalen und Preußen in der Weimarer Republik (Pulheim-Brauweiler 2016)
- Migration – Kulturtransfer – Erinnerungskultur (Duisburg 2017)
- Der Kalte Krieg in der Region (Schleiden/Eifel 2018)
- Narrative der Landeszeitgeschichte (Düsseldorf 2019)
- Demokratie – Verfassung und Verfasstheit in Nordrhein-Westfalen (Duisburg 2020)
- Wasser im Westen (digital 2021)
- Seuchen als gesellschaftliche Herausforderung in landeshistorischer Perspektive (digital 2022)
- Energieland Nordrhein-Westfalen. Historische Entwicklungen und Perspektiven (Gelsenkirchen 2023)
- Geschichte des Sports in Nordrhein-Westfalen (Köln 2024)
- Geschichte von unten. Neue Geschichtsbwegungen der 1970er und 1980er Jahre in Nordrhein-Westfalen (Münster 2025)

Die Ergebnisse der Konferenzen werden in der Zeitschrift „Geschichte im Westen“ publiziert, die im Klartext Verlag Essen erscheint. Nach drei Jahren sind die Beiträge der Zeitschrift auch online im Download-Archiv des Vereins verfügbar.
Seit 2017 gibt der Brauweiler Kreis auch die Schriftenreihe „Geschichte von Nordrhein-Westfalen“ heraus, die im Greven Verlag Köln erscheint. Darüber hinaus initiiert der Brauweiler Kreis Projekte und dient als ein die vielfältigen Kompetenzen seiner Mitglieder bündelnder Ansprechpartner für alle, die sich für Landes- und Zeitgeschichte interessieren.
Vorsitzender des Vereins ist seit 2024 Markus Köster, davor fungierten Sabine Mecking (2012–2024), Christoph Nonn (2004–2012), Kurt Düwell (1994–2004) und Walter Först (1984–1993) als Vorsitzende.